# بخش مرکزی شهرستان فهرج
بخش مرکزی، یکی از بخش‌های شهرستان فهرج در استان کرمان ایران است. مرکز این بخش، شهر فهرج است.

## تقسیمات کشوری
- بخش مرکزی شهرستان فهرج
  - دهستان برج اکرم
  - دهستان فهرج

شهر: فهرج

## جمعیت
بر پایه سرشماری عمومی نفوس و مسکن در سال ۱۳۹۵، جمعیت بخش مرکزی شهرستان فهرج برابر با ۳۹٬۸۲۰ نفر بوده‌است.